# Maria de Rocabertí i Safortesa
Maria de Rocabertí i Safortesa (Peralada, 1624? – c. 1650) fou una poeta catalana, canongessa de l'Orde de Sant Agustí al Convent de Sant Bartomeu de Bell-lloc que va viure durant el segle xvii. Fou neboda de sor Hipòlita de Rocabertí i germana del Vescomte de Rocabertí.
És coneguda pel seu poema en forma de dècima bilingüe en català i castellà que es troba als preludis de Fènix català o Llibre del singular privilegi, favors i gràcias de Nostre Senyora del Carme (1645), obra del frare carmelita perpinyanenc Josep Elies Estrugós i que representa una lloança a la Mare de Déu del Carme.